# Opel GT X Experimental
L’Opel GT X Experimental est une étude conceptuelle du constructeur automobile allemand Opel de 2018.

## Aperçu

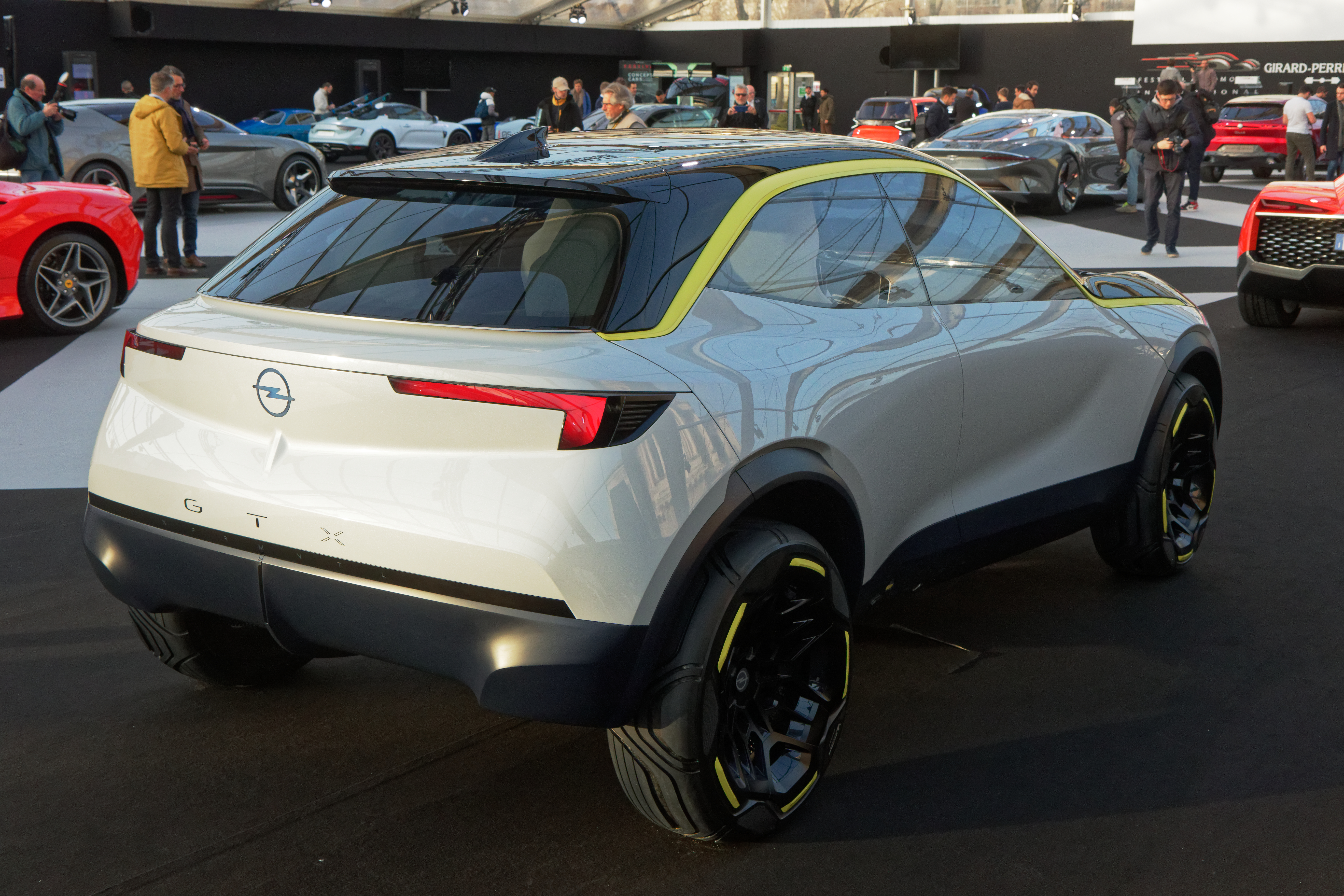
Vue arrière

Le show car est présenté par Opel en 2018. Le « X » signifie SUV. Avec cette étude, Opel veut montrer à quoi devrait ressembler le design d’Opel au milieu des années 2020. La catégorie SUV a été choisie parce qu’Opel souhaite la rendre plus respectueuse de l’environnement avec une construction légère et ainsi réduire son empreinte écologique. Le véhicule est donc également équipé d’un moteur électrique. L’accumulateur électrique doit avoir une capacité de 50 kWh, qui peut également être chargé par induction. La capacité de l’accumulateur devrait permettre une autonomie de 300 kilomètres. La voiture devrait être capable de conduite autonome de niveau 3.
Comme les quatre portes s’ouvrent dans des directions opposées, il n’y a pas de montant B. De plus, un pare-brise panoramique est installé et il s’étend sur tout le toit. L’étude anticipe l’Opel Mokka B actuel. Comme pour l’Opel GT Concept, les rétroviseurs latéraux de l’Opel GT X Experimental ont été éliminés et remplacés par de petites caméras. Le tableau de bord a été remplacé par un écran incurvé. Opel appelle ce type d’affichage le « Pure Panel ». Un affichage tête haute est également utilisé dans l’étude. Le siège conducteur se règle automatiquement grâce à une caméra au-dessus du volant. Grâce à un plateau tournant, le logo Opel reste toujours droit. L’éclair Opel est également illuminé.
La calandre du concept car est redessinée et devrait devenir à l’avenir la nouvelle norme de conception pour les modèles Opel.